# Juan Niño
Juan Fernando Niño Perdomo (Bogotà, 15 giugno 1990) è un ex calciatore colombiano, di ruolo centrocampista.

## Carriera
Ha giocato nella massima serie colombiana.